# Liste von Erhebungen in Bochum
Die Liste von Erhebungen in Bochum nennt natürliche und künstliche Anhöhen.

## Liste
| Name                          | Höhe  | Stadtteil   | Bemerkungen                              |
| ----------------------------- | ----- | ----------- | ---------------------------------------- |
| Stiepeler Berg                | 196 m | Stiepel     |                                          |
| Kalwes                        | 159 m | Querenburg  |                                          |
| Grimberg                      | 156 m | Querenburg  |                                          |
| Zentralmülldeponie Kornharpen | 156 m | Kornharpen  | Deponie                                  |
| Westerberg                    | 154 m | Langendreer |                                          |
| Tippelsberg                   | 150 m | Riemke      | vor der Aufschüttung 117 m hoch          |
| Landmarke Hiltrop             | 139 m | Hiltrop     | Halde der ehemaligen Zeche Lothringen IV |
| Halde Lothringen              | 137 m | Gerthe      |                                          |
| Rosenberg                     | 132 m | Gerthe      |                                          |
| Kassenberg                    | 130 m | Dahlhausen  |                                          |